# 安德魯·泰瑞

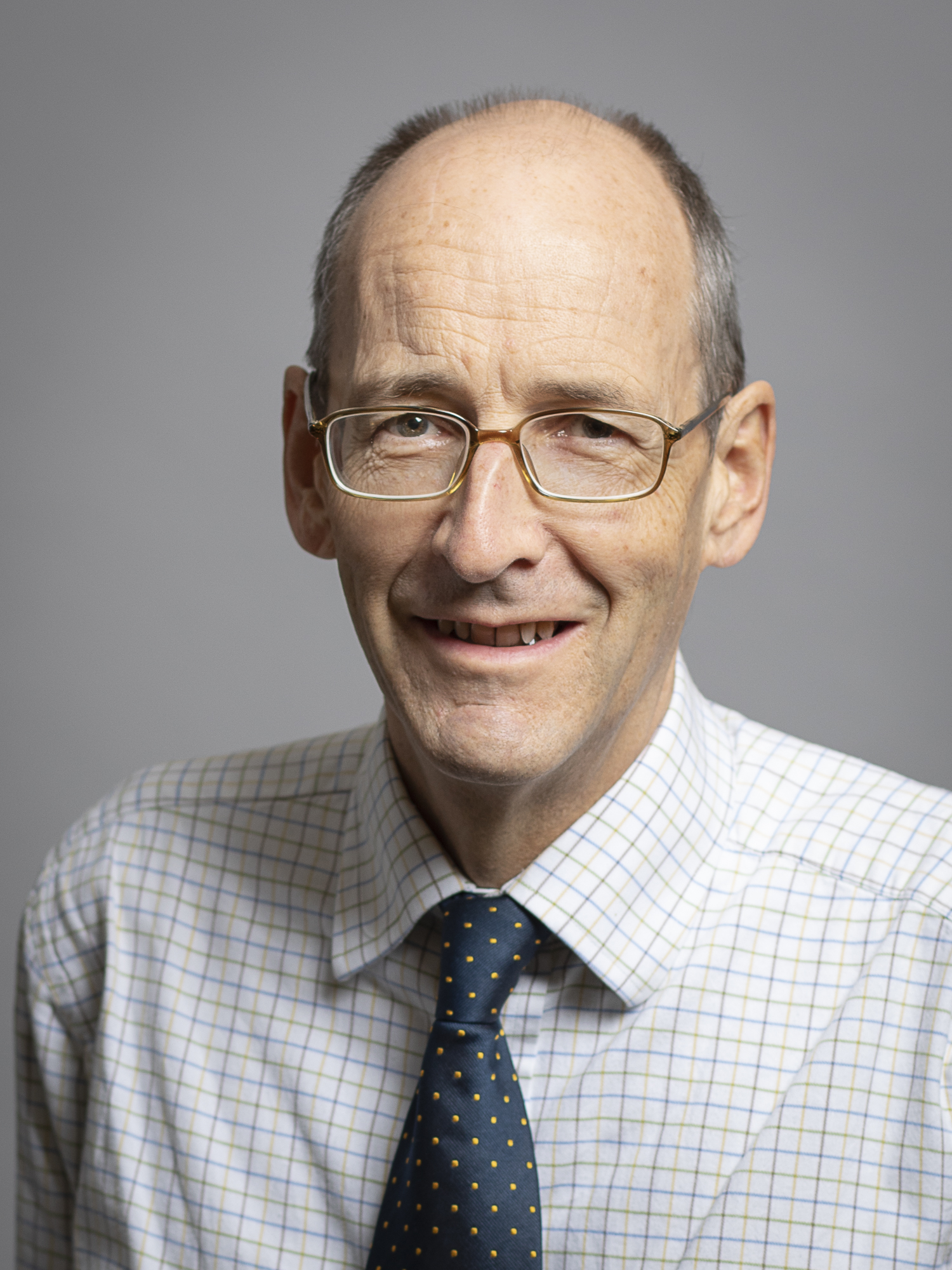
安德魯·泰瑞

安德魯·泰瑞男爵（英語：Andrew Tyrie，1957年1月15日—）是一位英格蘭政治人物，他的黨籍是保守黨。自1997年至2017年，他擔任奇切斯特選區選出的英國下議院議員。2018年獲封終身貴族，晉身上議院。